# 湯鎮業
湯鎮業 （英語：Kent Tong Chun Yip，1958年9月29日—），香港男演員。

## 背景

### 早年生活
湯鎮業家有八兄弟姊妹，自己排行第五。而胞兄湯鎮宗則排行第四。湯鎮業早年於香港島西營盤桂香街和卑路乍街生活，父親是海味店的買手。而父親在當買手前，湯鎮業一家的生活清貧。一日數餐只吃清茶淡飯或依靠當廚師的祖父帶剩菜殘羹給家人吃。湯鎮業曾就讀香港潮商學校和香港培英中學（巴丙頓道3號舊校）。在幼稚園時期因成績優異而可獲跳級，因此與其兄湯鎮宗成同級同學。湯鎮業讀至小學階段的成績仍然不錯，當時他常玩麻包袋和與兄長到上環李陞街遊樂場踢足球。但升上中學時因愛遊玩而令成績轉差。在中學畢業前，湯鎮業一家曾因祖父過世、要尋找土葬的地方而搬到南丫島居住。當年他的姐夫為南丫島村落村長之子，為祖父覓得歸葬處後亦安排湯鎮業一家在當地建屋定居。

### 入行經過
及後，湯鎮業中學畢業，並在南丫島跟姐夫當了泥工一段時間，為山上的居民興建村屋。不久，再經父親介紹認識其行家朋友，因而開始在位於中環的電影公司工作，負責派遞信件、運送電影拷貝及放映電影予客人觀看。不足一年，該為行家朋友見湯鎮業的外貌俊俏，於是建議他去投考演員訓練班。初時，他考入一間香港的台灣電影公司的訓練班。之後輾轉考入無綫電視第八期藝員訓練班。由接觸演藝行業至成為演員，湯鎮業沒有對演戲抱太大興趣。其入行的原因只因為可以賺取更多的錢財。結果意外成為藝人。

### 演藝發展
湯鎮業在1979年畢業於無綫電視第八期藝員訓練班。出道初年與陳復生一同主持《K-100》。其後他一直在無綫拍劇，第一部作品乃1980年1月播出的無綫劇集《風雲》。他在剛出道時比較幸運，1982年憑《香城浪子》一劇走紅。同年他主演《天龙八部》段譽一角，以英俊不凡的公子形象深入民心，成為一時經典。1983年，他與黃日華、苗僑偉、劉德華、梁朝偉同在大型綜藝節目《星光熠熠競爭輝》中演出雜技項目。傳媒逐漸以「無綫五虎將」之稱號來稱呼他們五人。其間除了在無綫主演很多連續劇外，還有機會參與電影演出，如1985年成龍主演的《警察故事》。
湯鎮業與無綫女星翁美玲戀情當時備受關注，後來湯鎮業傳出有第三者，令戀情亮起紅燈。1985年5月14日，翁美玲在九龍廣播道家中開煤氣自殺身亡，震撼全城。這件事造成大量矛頭指向湯鎮業，成爲其演藝事業下坡及離開無綫的導火綫。
自1986年與無綫電視約滿後，湯鎮業在香港已大不如前，且因翁美玲之死而遭到諸多抵制。湯鎮業轉往到台灣拍劇，曾與台灣女演員席曼寧傳出戀情。期間，他有兩三年時間沒有接到工作。1988年回到香港加入亞洲電視和演出三級片，餘者基本上都只是配角（如周星馳主演的《鹿鼎記2神龍教》），只有在亞視的劇集中擔演主角及一些正派角色。隨著1990年代末港產片持續不景氣，與此同時亞視因虧損連年大減劇集製作，湯鎮業逐漸淡出香港演藝界。
湯鎮業在1993年左右前往中國內地經營飲食生意，到了1996年加入廣州巨星影視公司轉戰幕後製作，為數套作品如《東方母親》、《天下有情》等擔任監製，并開設經理人公司。因增加了在內地逗留的時間，湯鎮業加入了華僑聯合會與僑商會，2006年获委任为广州越秀区政协委員，2007年升级为广东省政协委员。他於2011年接拍湖南卫视的《宮》，在劇中飾演康熙帝，後接拍多部內地劇集。
2015年，湯鎮業獲認識多年、時任監製王心慰的編導王偉仁邀請以自由身方式重返無綫，聯同黃秋生、黎耀祥拍攝劇集《梟雄》。他在2016年客串拍攝《心理追兇 Mind Hunter》。

## 家庭生活
1993年，湯鎮業與小他13岁的中日混血兒、亞視藝員姜坤结婚，育有一女湯愛嘉（Isabella）及一對雙胞胎湯君慈（Bruce）和湯君耀（Chris）。湯鎮業和姜坤在2001年离婚。湯愛嘉曾是模特，現時任職電影公司幕後。汤君慈、汤君耀同甄子丹公司簽約，參演校園主題電影《大師兄》，後在旺角開凍肉店，成為老闆。
2000年，湯鎮業與一廣州女友誕下一子汤君隆。
2008年5月，湯鎮業与25岁青岛女子鄒文靜結婚；同年9月生下一对双胞胎女儿湯樂欣、湯樂怡。
湯鎮業的姪女、湯鎮宗女兒湯洛雯及其丈夫馬國明都是演員。汤镇业的外甥李子熙是兼职模特。
湯鎮業常住青島市，在香港演出時則租住將軍澳屋苑天晉。

## 作品

### 電視劇（無綫電視）
| 年份   | 劇名                     | 角色             |
| 1979   | 《楚留香》               | 官 差            |
| 1980   | 《風雲》                 | 胡宏遠           |
| 1980   | 《上海灘》               | 陳翰林           |
| 1980   | 《上海灘续集》           | 飛燕電影公司演員 |
| 1980   | 《京華春夢》             | 江學舟           |
| 1980   | 《千王之王》             | 小 劉            |
| 1980   | 《亂世兒女》             | 卜大虎           |
| 1980   | 《龍仇鳳血》             |                  |
| 1980   | 《衝擊》                 | 雷朗生           |
| 1981   | 《風雨晴》               | 程志韜           |
| 1981   | 《他的一生》             | 李俊傑           |
| 1981   | 《無雙譜》               | 阮心讓           |
| 1981   | 《前路》                 | 鄒 潛            |
| 1982   | 《天龍八部》             | 段 譽            |
| 1982   | 《十三太保》             | 康君利           |
| 1982   | 《香城浪子》             | 應子輝           |
| 1983   | 《十三妹》               | 安 驥            |
| 1983   | 《豹子胆》               | 喬震宇           |
| 1983   | 《神雕侠侣》             | 霍 都            |
| 1983   | 《阿茂揸槍》             | 陳春茂           |
| 1984   | 《决战玄武门》           | 李元吉           |
| 1984   | 《信是有緣》             | 楊振明           |
| 1984   | 《五虎將》               | 洪 鎮            |
| 1984   | 《寶芝林》               | 納蘭正德         |
| 1984   | 《》                     | 白玉堂           |
| 1984   | 《香江花月夜》           | 周繼業           |
| 1985   | 《好女當差》             | 高朗亭           |
| 1985   | 《鍾無艷》               | 司馬平           |
| 1985   | 《後生可畏》             | 羅祖光           |
| 1985   | 《楊家將》               | 趙德昭           |
| 1985   | 《夜驚魂 - 紋身戀》      | 設計師           |
| 1986   | 《林沖》                 | 燕 青            |
| 2015   | 《梟雄》                 | 翟金棠           |
| 2017   | 《心理追兇 Mind Hunter》 | 梁志峰           |
| 2019   | 《荷里活有個大老千》           | 文 雄            |
| 未播映 | 《巨塔之后》             |                  |

### 電視劇（邵氏兄弟）
| 年份 | 劇名                 | 角色   |
| 2018 | 《守護神之保險調查》 | 金先生 |

### 電視劇（亞洲電視）
| 年份 | 劇名                    | 角色     |
| 1989 | 《野櫻花》              | 譚兆昌   |
| 1992 | 《皇城爭霸》            | 光緒帝   |
| 1993 | 《劍神不敗》            | 慕容剑秋 |
| 1993 | 《勝者為王III王者之戰》 | 易天揚   |
| 1995 | 《九王奪位》            | 文 覺    |
| 1996 | 《女人啊女人》          |          |
| 1997 | 《國際刑警1997》        | 林 占    |

### 電視劇（香港電台）
| 年份   | 劇名                                                     | 角色   |
| 1979年 | 《山村樂》：愛花之人/兩婆孫/來遲一步/繼續演出/捐血不簡單 | 細朱   |
| 1980年 | 《屋簷下》：死結                                         | Ken    |
| 1980年 | 《百合花》：成長                                         | 王家正 |
| 1980年 | 《打工仔》：退休                                         | 江樂堅 |
| 2006年 | 《賭海迷徒》：賭徒的迷思                                 | 盧先生 |

### 電視劇（台灣）
| 年份 | 劇名           | 角色   |
| 1987 | 《葫蘆奇兵》   | 林天鹿 |
| 1988 | 《王昭君》     | 漢元帝 |
| 1988 | 《陳圓圓》     | 吳三桂 |
| 1989 | 《新啼笑因緣》 | 何慕凡 |

### 電視劇（中國大陸）
| 年份 | 頻道                         | 劇名                         | 角色 |
| 1996 |                              | 《东方教母》                 | 郎天賜                                                                                                  |
| 1997 |                              | 《新乱世佳人》               | 冒銀南                                                                                                  |
| 1997 |                              | 《世紀末的童話》             | 香本華                                                                                                  |
| 1999 |                              | 《天下有情》（系列）         | 阿同（天下有情之天涯路） 高建國（天下有情之甜蜜蜜） 武藝（天下有情之阿福傳） 喬大龍（天下有情之火太陽） |
| 2000 |                              | 《龙本多情》                 | 宋越 |
| 2001 |                              | 《反贪风暴》                 | 湯曉德                                                                                                  |
| 2001 |                              | 《新江山美人》               | 唐伯虎                                                                                                  |
| 2004 | 深圳广电集团电视剧频道       | 《天下第一》                 | 萬三千                                                                                                  |
| 2005 | 央视八套                     | 《香粉传奇》                 | 朱元璋                                                                                                  |
| 2006 |                              | 《七剑下天山》               | 敖隆 |
| 2007 |                              | 《龍門驛站》                 | |
| 2009 | 湖南经视                     | 《大丫鬟》                   | 沈 淵（沈老爺）                                                                                         |
| 2011 | 湖南卫视                     | 《宮》                       | 康熙帝                                                                                                  |
| 2012 | 湖南卫视                     | 《宫锁珠帘》                 | 鈕祜祿•阿靈阿                                                                                           |
| 2012 | 上海新闻综合频道             | 《血色黎明》                 | 陈浩明                                                                                                  |
| 2012 | 哈尔滨新闻综合频道           | 《大商城》                   | 秦水市                                                                                                  |
| 2012 | 江苏综艺频道                 | 《新施公案》                 | 沈嘉南                                                                                                  |
| 2012 | 浙江绍兴公共频道             | 《嫁入豪門》                 | 曹震方                                                                                                  |
| 2013 | 浙江绍兴新闻综合频道         | 《王者清風》                 | 雍正帝                                                                                                  |
| 2013 | 东方卫视、山东卫视、深圳卫视 | 《隋唐演義》                 | 楊堅/隋文帝                                                                                             |
| 2013 | 上海电视剧频道               | 《战国小兵》                 | 安乐侯                                                                                                  |
| 2013 | 四川公共频道                 | 《薛丁山》                   | 玄武天尊                                                                                                |
| 2013 | 湖南经视                     | 《武松》                     | 蔣門神                                                                                                  |
| 2013 | 广西综艺频道                 | 《五台山抗日传奇之独立连》   | 柳生霸川                                                                                                |
| 2014 | 湖南卫视                     | 《隋唐英雄3》                | 寶康王                                                                                                  |
| 2014 | 湖北影视频道                 | 《钱塘传奇》                 | 胤禛/ 雍正                                                                                              |
| 2014 | 湖南卫视                     | 《宫锁连城》                 | 乾隆帝                                                                                                  |
| 2014 | 东南卫视、陕西卫视           | 《大南迁》                   | 田令孜                                                                                                  |
| 2014 | 武汉文艺频道                 | 《末代皇帝传奇》             | 奕劻/慶密親王                                                                                           |
| 2015 | 南方卫视                     | 《神医传奇》                 | 姬乙 |
| 2015 | 央视八套                     | 《仙侠剑》                   | 蘭鍾岳                                                                                                  |
| 2015 | 安徽影视频道                 | 《金钗谍影》                 | 允祥 |
| 2015 | 深圳公共频道                 | 《班淑傳奇》                 | 忠叔 |
| 2015 | 江苏卫视                     | 《老婆大人是80后》           | 汪显赫                                                                                                  |
| 2016 | 吉林衛視                     | 《参工传奇》                 | 馮郎中                                                                                                  |
| 2016 | 浙江卫视                     | 《你好乔安》                 | 陈總(客串)                                                                                              |
| 2016 | 深圳公共频道                 | 《杜心五传奇》               | 关父 |
| 2016 | 湖南电视剧频道               | 《卿本佳人》                 | 鲍二爷                                                                                                  |
| 2017 | 重庆卫视                     | 《江城警事》                 | 徐正金(客串)                                                                                            |
| 2017 | 腾讯视频                     | 《问题餐厅》(网络剧)         | 袁睦 |
| 2017 | 江苏城市频道                 | 《卧底归来》                 | 九爷(客串)                                                                                              |
| 2017 | 央视八套                     | 《新侠客行》                 | 白自在                                                                                                  |
| 2017 | 腾讯视频                     | 《國士無雙黃飛鴻》           | 劉永福(客串)                                                                                            |
| 2018 | 江苏卫视                     | 《利刃出擊》                 | 老五 |
| 2018 | 爱奇艺                       | 《大清神捕2》(网络剧)        | 江户川大田                                                                                              |
| 2019 |                              | 《新白娘子傳奇》             | 梁相国                                                                                                  |
| 2019 |                              | 《善始善终》                 | 赖古川(客串)                                                                                            |
| 2019 |                              | 《青春抛物线》               | 邱志海                                                                                                  |
| 2020 |                              | 《明月曾照江东寒》(网络剧)   | 王敦(客串)                                                                                              |
| 2020 |                              | 《黑色灯塔》                 | 徐傲峰                                                                                                  |
| 2021 |                              | 《啼笑书香》(2014年拍攝)     | 皇上 |
| 2022 |                              | 《平湖往事》(2018年拍攝)     | |
| 2022 |                              | 《昆仑神宫》（网络剧）       | 明叔 |
| 2023 |                              | 《南海归墟》（网络剧）       | 明叔 |
| 2024 |                              | 《墨雨云间》（网络剧）       | 薛懷遠                                                                                                  |
| 2024 |                              | 《燦爛的風和海》             | 黄钟 |
| 2025 |                              | 《白月梵星》（网络剧）       | 花林 |
| 2025 |                              | 《淮水竹亭》（网络剧）       | 南宮夜                                                                                                  |
| 2025 |                              | 《守誠者》（网络剧）         | 林濤 |
| 2025 |                              | 《定風波》                   | 无双老人                                                                                                |
| 待播 |                              | 《珠圆玉润也倾城》（网络剧） | |
| 待播 |                              | 《玉茗茶骨》（网络剧）       | 蒋益谦                                                                                                  |
| 待播 |                              | 《双面甜心》（网络剧）       | |
| 待播 |                              | 《万古最强宗》（网络剧）     | |

### 電影
| 年份   | 片名                               | 角色             |
| 1982年 | 《烈火青春》                       | Pong             |
| 1982年 | 《彩雲曲》                         |                  |
| 1982年 | 《魔界》                           |                  |
| 1983年 | 《紅鬼仔》                         |                  |
| 1983年 | 《穿梭陰陽界》                     |                  |
| 1984年 | 《窺情》                           |                  |
| 1984年 | 《新天龍八部》                     | 段譽             |
| 1985年 | 《警察故事》                       | 警察（客串）     |
| 1986年 | 《國父傳》                         | 鄧鏗             |
| 1987年 | 《東方禿鷹》                       |                  |
| 1987年 | 《你OK，我OK!》                    | 雷明燈           |
| 1988年 | 《龍之家族》                       | 龍家業           |
| 1988年 | 《應召女郎》                       |                  |
| 1988年 | 《血衣天使》                       | 畢奇             |
| 1989年 | 《亡命天涯》                       |                  |
| 1989年 | 《妙探雙龍》                       | Kent Tong        |
| 1991年 | 《卿本佳人》                       |                  |
| 1991年 | 《情不自禁》                       |                  |
| 1991年 | 《靈狐》                           |                  |
| 1991年 | 《五虎將之決裂》                   | 方向东           |
| 1992年 | 《鹿鼎記2神龍教》                  | 吳應熊           |
| 1992年 | 《風流家族》                       | 湯尼黃           |
| 1992年 | 《亞飛與亞基》                     | 關公             |
| 1992年 | 《血衣天使》                       |                  |
| 1992年 | 《蛇魔追魂陣》                     |                  |
| 1992年 | 《積奇瑪莉》                       |                  |
| 1993年 | 《正牌韋小寶之奉旨溝女》           | 康熙帝           |
| 1993年 | 《一九四九之劫後英雄傳》           | 馮定國           |
| 1993年 | 《歲月風雲之上海皇帝》             | 曹山             |
| 1993年 | 《上海皇帝之雄霸天下》             | 曹山             |
| 1993年 | 《天山玉女劍》                     |                  |
| 1994年 | 《冷血人狼》                       |                  |
| 1994年 | 《赤裸狂花》                       |                  |
| 1994年 | 《越境大追殺》                     |                  |
| 1996年 | 《即時行刑》                       |                  |
| 1998年 | 《生死邊緣》                       |                  |
| 2002年 | 《手足情深》                       |                  |
| 2004年 | 《精裝追女仔2004》                 | 靚湯             |
| 2004年 | 《新紮師兄》                       |                  |
| 2005年 | 《猛龍》                           | 段邊虎           |
| 2005年 | 《終極格鬥》                       |                  |
| 2006年 | 《師奶唔易做》                     | 李生，李太的老公 |
| 2007年 | 《兄弟》                           | 嚴國驅           |
| 2007年 | 《危險人物》                       |                  |
| 2011年 | 《女王》（辽宁卫视自制電視电影）   |                  |
| 2011年 | 《暗洞》                           |                  |
| 2014年 | 《永春白鶴拳之擎天畫卷》           |                  |
| 2015年 | 《默守那份情》                     |                  |
| 2015年 | 《夢想合伙人》                     | 周先生           |
| 2015年 | 《诡劫》                           |                  |
| 2016年 | 《非同小可》                       |                  |
| 2016年 | 《大唐玄奘》                       | 木叉法师         |
| 2016年 | 《看见我和你》                     | 秦東             |
| 2016年 | 《怦•心跳》                        | 马天宇           |
| 2016年 | 《云的童话》（網絡電影）           | 主任             |
| 2017年 | 《追龍》                           | 顏童             |
| 2017年 | 《降魔傳》                         | 玉帝             |
| 2018年 | 《绝命枪王》（網絡電影）           |                  |
| 2018年 | 《棟篤特工》                       | 關公             |
| 2019年 | 《猛龙行动之绝密代码》（網絡電影） | 李英豪           |
| 2019年 | 《天地有情之兄弟》（網絡電影）     |                  |
| 2019年 | 《太白剑》（網絡電影）             | 汪真             |
| 2019年 | 《陈叔今年70岁》（網絡電影）       | 老年陈国庆       |
| 2020年 | 《奇葩遺囑》（網絡電影）           | 院长             |
| 2020年 | 《小天使与流浪汉》（網絡電影）     | 夏仲延           |
| 2020年 | 《寻找D女郎》（網絡電影）          |                  |
| 2020年 | 《 大上海之夺宝奇兵》（網絡電影）  | 陈富             |
| 2021年 | 《无间风暴》（網絡電影）           | 黎叔             |
| 2021年 | 《锦鼠御猫之九幽血狼》（網絡電影） |                  |
| 2022年 | 《老板娘2无间潜行》（網絡電影）    | 坤哥             |
| 2022年 | 《遗嘱囧事》（網絡電影）           |                  |
| 2023年 | 《狙击之王：暗杀》（網絡電影）     | 坤沙             |
| 2023年 | 《除恶：飞车党》（網絡電影）       |                  |
| 2023年 | 《山村旅店》（網絡電影）           | 降头师           |
| 2023年 | 《拯救嫌疑人》                     |                  |
| 2024年 | 《热血天使》（網絡電影）           | 巴爷             |

### 歌曲
- 1982年：心裡人（與景黛音合唱）

## 獎項

### 香港電影金像獎
| 年份   | 頒獎典禮             | 獎項       | 影片             | 結果 |
| ------ | -------------------- | ---------- | ---------------- | ---- |
| 1992年 | 第11屆香港电影金像奖 | 最佳男配角 | 《五虎將之決裂》 | 提名 |

### 金馬獎
| 年份   | 頒獎典禮     | 獎項       | 影片           | 結果 |
| ------ | ------------ | ---------- | -------------- | ---- |
| 1991年 | 第28屆金馬奖 | 最佳男配角 | 《金牌五虎將》 | 提名 |

### 萬千星輝頒獎典禮
| 年份   | 頒獎典禮             | 獎項               | 影片     | 結果 |
| ------ | -------------------- | ------------------ | -------- | ---- |
| 2015年 | 萬千星輝頒獎典禮2015 | 最佳男主角         | 《梟雄》 | 提名 |
| 2015年 | 萬千星輝頒獎典禮2015 | 最受歡迎電視男角色 | 《梟雄》 | 提名 |

## 外部連結
- 湯鎮業的新浪微博
- 湯鎮業在互联网电影资料库（IMDb）上的資料（英文）
- 湯鎮業在香港影庫上的簡介
- 湯鎮業在时光网上的簡介（简体中文）
- 湯鎮業在豆瓣上的资料（简体中文）